# Joachim Gottlieb Schwabe
Joachim Gottlieb Schwabe (Kose, 1754. november 22. - Kadrina, 1800. február 1.) balti német evangélikus lelkész, kalendáriumszerkesztő.

## Élete
Apja lelkész volt. Középiskolai tanulmányait Narvában és Tallinnban végezte. 1774 és 1778 közt a Jénai Egyetemen teológiát hallgatott, ezután élete végéig lelkészként tevékenykedett 1780-tól 1783-ig Nissiben, 1783 és 1796 közt Lihulában és 1796-tól 1800-ig Kadrinában. Oktatói tevékenységének fő célja az észt parasztság műveltségének emelése volt. Elsősorban észt nyelvű költőként és naptáríróként működött. 1795 és 1797 közt, valamint 1799-ben a népszerű Eesti-Ma Rahwa Kalender kalendárium szerkesztője volt. Laul (1795), Lapse uinutamisse Laul (1796) és Kewwade laulda (1797) című költeményeit széles körben terjesztették, ez utóbbi feltehetőleg a legelső, nyomtatásban megjelent észt nyelvű természetleíró költemény. 1832-ben Johann Heinrich Rosenplänter újra kiadta Laul című versét, német fordításban Der zufriedene Bauer cím alatt. Posztumusz jelent meg Eestimaa tallomehhe laul című költeménye, amely a vidéki észt lakosság elnyomása ellen íródott.

## Fordítás
- Ez a szócikk részben vagy egészben  a   Joachim Gottlieb Schwabe című német Wikipédia-szócikk ezen változatának fordításán alapul.  Az eredeti cikk szerkesztőit annak laptörténete sorolja fel. Ez a jelzés csupán a megfogalmazás eredetét és a szerzői jogokat jelzi, nem szolgál a cikkben szereplő információk forrásmegjelöléseként.